# アレクサンドル・ペション
アレクサンドル・サベ・ペチョン、またはペション (Alexandre Sabès Pétion, 1770年4月2日 - 1818年3月29日) は、ハイチの軍人。南部の「ハイチ共和国」の大統領 （1806年 - 1818年）。

## 生い立ち
アンヌ・アレクサンドル・サベはフランス植民地サン＝ドマングのポルトープランスでフランス人のパスカル・サベを父、黒人女性のウルスラを母として生まれた。1788年にパリの士官学校で学ぶためにフランスに渡った。ペチョンという渾名は黒人友の会をつくったジェローム・ペティヨン・ド・ヴィルヌーヴに因んで名付けられた。
イギリスとスペインのサン＝ドマング侵攻 (1798年 - 1799年) に伴い帰還し、ムラートとしてアンドレ・リゴー、ジャン・ピエール・ボワイエらと結び、1799年6月いわゆるナイフ戦争でトゥーサン・ルヴェルチュールに対抗し、敗れた。ムラート軍は12月に勢力を回復し、南部のジャクメルをおさえた。守備隊の司令官にはペチョンが当たった。1800年3月ジャクメルは陥落した。ペチョンとムラートの指導者はフランスに亡命した。
ペチョンはリゴーらと共に1802年シャルル・ルクレール率いる12,000人の精強なフランス遠征軍とサン＝ドマングに戻った。トゥーサンへの反逆者としての処分の後、ペチョンはアルカエでの秘密の会議に参加し1802年10月に独立軍に加わり、かつてジャクメルを陥したジャン＝ジャック・デサリーヌを支援した。首都は1803年10月17日に確保され、1804年1月1日に独立が宣言された。デサリーヌは終身総督となり、1804年10月6日の皇帝の座に就いた。

## 革命後
1806年10月17日のデサリーヌの暗殺後、ペチョンは「共和制の擁護者」としてアンリ・クリストフと衝突した。クリストフは大統領に選出されたが、うまくいかなかった。国は南北に分かれ、黒人とムラートの緊張が高まった。北部はハイチ国となり、クリストフが王位に就くとハイチ王国となった。ペチョンは南部の「ハイチ共和国」の大統領に自ら就任し、当初は民主主義を支持したが、議会の制約をきらって1818年に議会を停止した。1816年ペションは終身大統領となった。
ペチョンは商業的なプランテーションを積極的に収容し、支持者と農民に土地を分配した。そして、Papa Bon-Kè「親切なパパ」という渾名を得た。土地分配は国の経済に重大な打撃となり、大部分の人々は自給農業以上のことを行わなかった。ペチョンはポルトープランスにペチョン高校を開校し、1815年にはシモン・ボリバルを庇護し物質的な支援を与えた。
1818年にペチョンが黄熱病で亡くなるとボワイエが後を継いだ。
2004年より500グールド紙幣にペチョンの肖像が使用されている。